# Écluse de l'Océan
L'écluse de l'Océan est une écluse à chambre unique sur le canal du Midi, dans le Sud-Ouest de la France. Elle est parfois nommée écluse de Naurouze car c'est l'écluse la plus proche du seuil de Naurouze. Les écluses adjacentes sont l'écluse de la Méditerranée, 5 190 m à l'est et l'écluse d'Emborrel, 4 157 m à l'ouest. L'écluse de l’Océan marque le début de la section ascendante du canal en allant de l'ouest vers l'est.
Elle se trouve dans la commune de Montferrand, département de l'Aude.

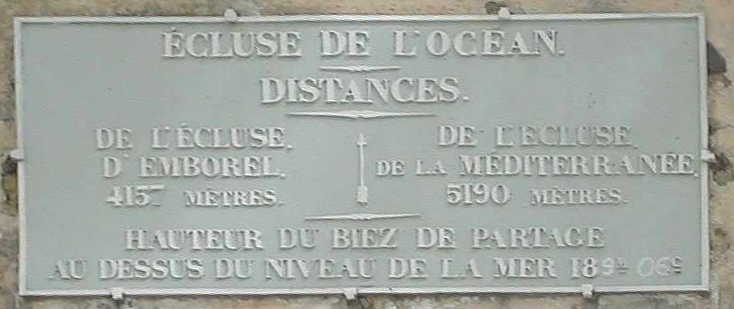
Plaque de l'écluse de l'Océan.

Elle s'appelait à l'origine l'écluse de Montferran.